# Freycinetia spinifera
Freycinetia spinifera är en enhjärtbladig växtart som beskrevs av A.P.Keim. Freycinetia spinifera ingår i släktet Freycinetia och familjen Pandanaceae. Inga underarter finns listade.